# Juraj Baldani
Juraj Baldani (Veliki Bečkerek, 6. maj 1929. — Zagreb, 15. decembar 2010) bio je hrvatski likovni kritičar, pisac i novinar.

## Biografija
Rodio se 1929. godine u Velikom Bečkereku, današnjem Zrenjaninu. Osnovnu školu (1935—1939) i prve razrede gimnazije (1939—1941) polazio je u Zrenjaninu, nastavio u Karlovcu (1946), a zatim prekinuo školovanje i od 1948. bio administrativni službenik u preduzeću »Put«. Od 1952. do 1958. bio je sekretar književnoga društva »Razvitak« u Zagrebu, a do 1959. radio je u različitim preduzećima kao komercijalista, blagajnik, knjigovođa, šef računovodstva. Od 1959. je novinar u „Narodnom listu“ (kasnije „Večernjem listu“), a od te godine studira istoriju umetnosti na Filozofskom fakultetu u Zagrebu, gde je diplomirao 1963. godine. Veći deo svoje karijere radio je kao novinar, urednik i likovni kritičar Radio Zagreba.
Objavio je oko 4000 likovnih kritika, prikaza o izložbama i o umetnicima, osvrta na likovnu problematiku u emisijama radija i televizije, dnevnoj štampi i raznim časopisima. Objavio je monografije: Ive Lozice u „Radu Jugoslavenske akademije znanosti i umjetnosti 1971.“, „Revolucionarno kiparstvo“ u izdanju "Spektra" (1978), „Kiparstvo Stipe Sikirice“ u izdanju Plive (1986), „Kiparstvo Aleksandra Rukavine“ (1987), „Slikarstvo Lidvina Lukete“ (1990), „Slikarstvo Danice Biondić“ (1992) a koautor je u monografijama Ante Starčevića (1973), Šime Klaića (1974) i Josipa Generalića (1989). Takođe priređuje autorske, grupne i tematske izložbe, među kojima su važnije: Vanja Radauš, Zagreb 1966. i 1967; Krsto Hegedušić, Zagreb 1974. i Beograd 1975; 20 godina hrvatskog kiparstva 1955—1975, Zagreb 1977. Neki od radova prevedeni su mu na slovenački, esperanto, engleski, nemački, italijanski, francuski i japanski.
Pesmama, novelama i književnim člancima javljao se u raznim publikacijama. Izdao je zbirku pesama „Ples sjena“ i novele „Asfaltom popločeno“, a drama „Netko od trojice“ štampana je u časopisu „Kulturni radnik“, 1955. Pesmama je uvršten u zbirku „Koloplet“ (1954).
Bio je član umetničkog saveta časopisa „Naša djeca“ — „Radost“, Hrvatskog novinarskog društva, Društva povjesničara umjetnosti Hrvatske, Društva radnika pisaca Hrvatske, žirija Zagrebačkog salona, Radničkog likovnog stvaralaštva Hrvatske i dr.
Umro je u Zagrebu 15. decembra 2010. godine, nakon kratke i teške bolesti.

## Književna dela
- Ples sjena, (zbirka pjesama), Zagreb, 1953.
- Koloplet: pjesme osmorice, Zagreb, 1954. (koautori Tin Ujević, Frano Alfirević, Matej Šavora, Ferdo Škrljac, Ferdo Bačić, Ivan Đurašin i Salih Alić)
- Asfaltom popločeno, (zbirka novela), Zagreb, 1955.

## Nagrade i priznanja
- 1946.: Prva nagrada za pripovijetku lista "Srednjoškolac" u Zagrebu.
- 1955.: Posebna nagrada za prevod novele Federacije esperantista Jugoslavije.
- 1955.: Druga nagrada za dramu Saveza amaterskih kazališta Hrvatske.
- 1955.: Okupna nagrada za dramu Saveza amaterskih kazališta Hrvatske.
- 1970.: "Zlatno pero" Društva novinara Hrvatske.
- 1973.: Prva nagrada Jugoslavenske radio-televizije za emisiju u Tjednu jug. radija u Ohridu.
- 1974.: Druga nagrada Jugoslavenske radio-televizije za emisiju u Tjednu jug. radija u Ohridu.
- 1975.: "Zlatno pero" Društva novinara Hrvatske.
- 1976.: Prva nagrada Jugoslavenske radio-televizije za emisiju u Tjednu jug. radija u Ohridu.
- 1976.: Plaketa Jug. radio-televizije na Tjednu jug. radija u Ohridu za najbolju emisiju.
- 1977.: Godišnja nagrada Radio Zagreba za ostvarene emisije.

## Literatura
- Baričević, Marina (1983). „BALDANI, Juraj”. Hrvatski biografski leksikon. Zagreb: Leksikografski zavod „Miroslav Krleža“.